# Roodmantelzadelrugtamarin
De Roodmantelzadelrugtamarin (Leontocebus lagonotus)  is een zoogdier uit de familie van de klauwaapjes (Callitrichidae). De wetenschappelijke naam van de soort werd voor het eerst geldig gepubliceerd door Marcos Jiménez de la Espada in 1870. Vroeger werd de soort gerekend als een ondersoort van de bruinrugtamarin, maar het is gebleken dat dit een aparte soort is.

## Voorkomen
De soort komt voor in het westen van het Amazonegebied in Ecuador en Peru.